# Савудрия
Савудрия (хорв. Savudrija, итал. Salvore) — деревня на западе Хорватии. Расположена на северо-западном краю Истрийского полуострова, омываемого водами Адриатического моря. Административно входит в состав общины Умаг, которая в свою очередь является частью Истрийской жупании Хорватии.
По состоянию на 2021 год в Савудрии проживало 195 человек, для которых основными занятиями являлись: земледелие (распространённое в этих местах благодаря плодородным почвам), рыболовство (благодаря нахождению деревни на берегу Адриатического моря), вырубка леса (необходимая для нужд цементного завода в Умаге) и содержание гостиниц, способствующее развитию туристической отрасли, являющейся важнейшим для Савудрии предприятием.

## История
Территория современной Савудрии и её окрестностей была заселена ещё в доисторический период. До наших дней сохранились следы некоторых из древних поселений на этой местности, известных под названиями: Башания, Вальпария, Велика-Станция (она же Вилла Чезаре), Сипар и Франческия. К северу от современной Савудрии расположена бухта под названием Савудрийский залив или Стара Савудрия. Археологические раскопки, проведённые в районе этого залива во второй половине XX века, свидетельствуют о нахождении здесь древнеримского порта под названием Сильбио (итал. Silbio), являвшегося крупнейшим и важнейшим портом на морском торговом пути между Пулой, Триестом и Аквилеей. В период с 2011 по 2014 год руины порта в Савудрийском заливе, стали объектом совместного исследовательского проекта хорватских и итальянских археологов, благодаря чему удалось установить, что этот порт был построен в первой половине I века и активно использовался вплоть до XII века.
Портовое поселение Савудрия под итальянскими названиями (Сильбио, Сильво, Сильвиум, Сильбонис) в различном контексте упоминалось картографами и мореплавателями первого тысячелетия нашей эры. В частности, согласно работе венецианского летописца Ивана Джакона, именно у берегов Сильбониса в 872 году произошло морское сражение между кораблями князя Приморской Хорватии Домагоя и флотом Венецианской республики. Следующее упоминание Савудрии, тоже относящееся к концу IX века, повествует уже о разграблении поселения неретвлянами. Вновь в письменных источниках Савудрия фигурирует уже в рамках легенды, согласно которой в 1176 году у её берегов произошло морское сражение между кораблями императора Священной Римской империи Фридриха Барбароссы и римского папы Александра III. После победы в битве сил папы, римский понтифик даровал всепрощение (милосердие, проявляемое человеком в отношении обидчиков) построенной в XI веке церкви Святого Иоанна в Савудрии, ставшей немым свидетелем победы его флота. Несмотря на то, что эта история имеет статус легенды, в XV веке папа Пий II, подтвердил выраженное его далёким предшественником всепрощение савудрийскому храму.
В XIII веке Савудрия вместе со всей Истрией была завоёвана Венецианской республикой. В XV—XVI веках в Савудрию перебралось большое количество беженцев из Далмации, пытавшихся здесь спастись от набегов со стороны войск Османской империи. После падения Венецианской республики в 1797 году Савудрия перешла под контроль Австрии. В 1818 году на мысе Лако, расположенном неподалёку от Савудрии, по проекту австро-венгерского архитектора Пьетро Нобиле был построен Савудрийский маяк, получивший статус старейшего маяка на восточном побережье Адриатического моря.